# Dorcasta implicata
Dorcasta implicata là một loài bọ cánh cứng trong họ Cerambycidae.